# Грейгит
Грейгит — минерал, сульфидный аналог магнетита. Тиошпинель, относящийся к группе линнеита, впервые описанный в 1964 году из Сан-Бернардино (Калифорния, США). Назван в честь Джозефа В. Грейга (Dr. Joseph Wilson Grieg, 1895—1977) американского минералога, петрографа, физико-химика из университета штата Пенсильвания. Открыт американским геологом Робертом Бернером.

## Свойства
Кристаллическая структура типа обращённой шпинели Fe3+(Fe2+Fe3+)S4. Грейгит устойчив при температурах ниже +180…+200 °C. Сильно магнитен.

## Морфология
Образует тонкозернистые, сажистые, плотные, рыхлые агрегаты и землистые массы, которые образованы микроскопическими (<0,03 мм.) изометрически-гексаоктаэдрическими кристаллами. Микроскопически грейгит представляет собой мелкие зёрна, зернистые агрегаты, октаэдрические кристаллы, либо скопления кристаллов. Отражение умеренное.

## Нахождение
Типы месторождений: гидротермальные месторождения. Грейгит широко распространён в осадочных породах, включая современные илистые почвы, обогащённых органическим веществом. Встречается в озёрных глинистых отложениях, богатых сульфидами ленточных глинах, в аркозовых песках. В отложениях современных горячих источников встречается с макинавитом и пиритом. Иногда грейгит образуется как биоминерал в ходе жизнедеятельности чувствительных к магнитным полям бактерий и сульфатредуцирующих бактерий.